# Fuente de las Recogidas
La Fuente de las Recogidas o de San Antón fue una fuente de la ciudad de Madrid situada en la calle de Hortaleza esquina a la calle de Santa Brígida, espacio que luego ocuparon otras fuentes (la llamada de los Galápagos, obra de Ventura Rodríguez en 1772, y su posterior remodelación de 1900, sustituyendo los galápagos por delfines, por lo que desde entonces pasó a conocerse como fuente de los Delfines de San Antón o de Hortaleza). Tomaba el agua de los viajes de la Fuente Castellana, la Alcubilla y de Contreras. En 1717, Aznar de Polanco la censa de un real de agua del viaje de la fuente Castellana.
Demolida al comienzo de la segunda mitad del siglo xviii, la fuente de las Recogidas aparece en el plano de Texeira con el «número 41» en la lámina 9 (B4) en la intersección de las calles Hortaleza y Santa Brígida, en lo que originalmente fue el camino del primitivo pueblo de Hortaleza, un paraje urbanizado desde el siglo XVII con conventos y palacetes de «antiguos mayorazgos».